# Коридор Вазари
Коридор Вазари (итал. Corridoio Vasariano) во Флоренции — крытая галерея, соединяющая Палаццо Веккьо с Палаццо Питти. Часть коридора открыта для осмотра, но только в составе группы и в сопровождении экскурсовода.
Коридор Вазари был построен в течение пяти месяцев в 1565 году по заказу великого герцога Тосканы Козимо I. Причиной строительства послужило бракосочетание сына великого герцога, Франческо I Медичи, с Иоанной Австрийской. Архитектором сооружения выступил Джорджо Вазари.
Участок Коридора Вазари над мостом Понте Веккьо обустроен рядом больших панорамных окон. Из них открывается великолепный вид на реку Арно до моста Понте Санта-Тринита. Размер окон был увеличен в 1939 году по приказу Бенито Муссолини.
Коридор Вазари хранит около 700 картин XVI—XVII веков римских и неаполитанских мастеров, а также уникальную коллекцию автопортретов известных и великих художников Италии и мира вплоть до начала XX века.
В коллекции содержится около 1400 картин, в том числе автопортреты Рафаэля, Джорджо Вазари, Рубенса, Диего Веласкеса, Кустодиева, Кипренского. Об уровне коллекции говорит тот факт, что там представлены исключительно авторские подлинники, за редким исключением (средневековая копия автопортрета Дюрера).
В самом начале экспозиции выставлены неотреставрированные картины, пострадавшие от взрыва около галереи «Уффици» начинённого взрывчаткой автомобиля 27 мая 1993 года. Некоторые картины были разрезаны на лоскутки разлетевшимися стеклами. Сохранившиеся кусочки были собраны и наклеены на чёрный фон без дорисовок.